# Discografia de Bon Iver
Este anexo lista a discografia da banda de rock estadunidense Bon Iver. O grupo já lançou dois álbuns de estúdio, um extended play (EP), oito singles e quatro videoclipes. Os álbuns foram lançados pela Jagjaguwar nos Estados Unidos e pela 4AD na Europa.
Fundado pelo cantor-compositor Justin Vernon, o Bon Iver lançou seu disco de estreia, For Emma, Forever Ago, em 2008, seguido pelo EP Blood Bank em 2009. O segundo álbum de estúdio, Bon Iver, Bon Iver, foi lançado em 2011.

## Álbuns de estúdio
| For Emma, Forever Ago                        | - Formatos: LP, CD, Download digital | 64 | 16 | 4 | 20 | 32 | — | 36 | 16 | 61 | 42 | - AUS: Ouro - DNK: Ouro - RU: Ouro |
| Bon Iver, Bon Iver                           | - Formatos: LP, CD, Download digital | 2  | 1  | 1 | 1  | 2  | 6 | 1  | 3  | 15 | 4  | - DNK: Ouro                        |
| "—" Não entrou na tabela musical deste país. |                                      |    |    |   |    |    |   |    |    |    |    |                                    |

## Extended plays
| Título     | Detalhes | Melhores posições | Melhores posições | Melhores posições | Melhores posições |
| Título     | Detalhes | US                | US Alt            | US Indie          | US Rock           |
| ---------- | --- | ----------------- | ----------------- | ----------------- | ----------------- |
| Blood Bank | - Release date:20 de janeiro de 2009 - Label: Jagjaguwar (EUA), 4AD (Europa) - Formats: LP, CD, download digital | 16                | 4                 | 3                 | 6                 |

## Singles
| Single                                       | Ano  | Melhores posições | Melhores posições | Melhores posições | Melhores posições | Melhores posições | Melhores posições | Melhores posições | Álbum                 |
| Single                                       | Ano  | BEL (FL)          | DNK               | EUR               | FRA               | IRE               | UK                | US                | Álbum                 |
| -------------------------------------------- | ---- | ----------------- | ----------------- | ----------------- | ----------------- | ----------------- | ----------------- | ----------------- | --------------------- |
| "Skinny Love"                                | 2008 | —                 | 32                | —                 | —                 | —                 | —                 | —                 | For Emma, Forever Ago |
| "For Emma"                                   | 2008 | —                 | —                 | —                 | —                 | —                 | —                 | —                 | For Emma, Forever Ago |
| "re: Stacks"                                 | 2008 | —                 | —                 | —                 | —                 | —                 | —                 | —                 | For Emma, Forever Ago |
| "Blood Bank"                                 | 2009 | —                 | —                 | 62                | 54                | 24                | 37                | —                 | Blood Bank            |
| "Calgary"                                    | 2011 | 81                | —                 | —                 | —                 | —                 | —                 | —                 | Bon Iver, Bon Iver    |
| "Holocene"                                   | 2011 | 59                | —                 | —                 | —                 | —                 | —                 | 118               | Bon Iver, Bon Iver    |
| "Towers"                                     | 2012 | —                 | —                 | —                 | —                 | —                 | —                 | —                 | Bon Iver, Bon Iver    |
| "Perth"                                      | 2012 | —                 | —                 | —                 | —                 | —                 | —                 | —                 | Bon Iver, Bon Iver    |
| "—" Não entrou na tabela musical deste país. |      |                   |                   |                   |                   |                   |                   |                   |                       |